# Reaction (album Rebbie Jackson)
Reaction è il secondo album della cantante statunitense Rebbie Jackson, pubblicato nel 1986.

## Tracce
1. Reaction - 5:39
2. Ain't No Way to Love - 4:15
3. Ticket to Love - 4:48
4. You Don't Know What You're Missing - 3:51
5. You Send the Rain Away (duetto con Robin Zander) - 3:59
6. If You Don't Call (You Don't Care) - 5:11
7. Always Wanting Something - 4:27
8. Tonight I'm Yours (duetto con Isaac Hayes) - 4:16
9. Lessons (In the Fine Art of Love) - 4:37

## Classifiche
| Classifica (1986)               | Posizione |
| ------------------------------- | --------- |
| Classifica Rhythm and Blues USA | 54        |